# Табата Макі
Табата Макі (яп. 田畑真紀, 9 листопада 1974) — японська ковзанярка, призер Олімпійських ігор, рекордсменка світу. 
Срібну олімпійську медаль Табата здобула разом із подругами зі збірної Японії в командній гонці переслідування на Олімпіаді у Ванкувері.
Табата встановила один світовий рекорд - 162.731 у мінікомбінації. Цей рекорд був встановлений в Калгарі 16 серпня 1998. 